# 9-я Шуменская повстанческая оперативная зона
9-я Шуменская повстанческая оперативная зона (болг. Девета Шуменска въстаническа оперативна зона) — территориальная и организационная единица в составе Народно-освободительной повстанческой армии Болгарии во время Второй мировой войны.

## История
9-я Шуменская повстанческая оперативная зона в составе Народно-освободительной повстанческой армии Болгарии была образована 24 августа 1943 года во время тайной расширенной встречи Шуменским окружным руководством БРП (к). Зона была разделена на четыре военно-оперативных района: Омуртагский, Поповский, Тырговиштский, Нееврокопский и Петричский. По указанию ЦК БРП (к) и Главного штаба НОВА был сформирован штаб в следующем составе:
- Командир повстанческой зоны: Груди Атанасов
- Начальник штаба: Иван Маринов
- Политический комиссар: Тодор Петков (болг. Тодор Петков)
- Члены штаба: Кирил Видинский[болг.] и Пенчо Кубадинский[болг.]

## Структура
В состав 9-й Шуменской повстанческой оперативной зоны входили четыре партизанских отряда и разные боевые группы БКП. К отрядам относились:
- Партизанский отряд имени Августа Попова[болг.]
- Омуртагский партизанский отряд[болг.]
- Поповский партизанский отряд[болг.]
- Тырговиштенский партизанский отряд[болг.]